# Романенко, Иван Андреевич (генерал)
Иван Андреевич Романенко (1851—1922) — русский военачальник, генерал от инфантерии, член Военного совета Российской империи.

## Биография
Родился 20 сентября 1851 года в Петербурге.
В службу вступил в 1868 году после окончания классической гимназии. В 1871 году после окончания Николаевского инженерного училища по I разряду был произведён в подпоручики и выпущен в 1-й понтонный батальон. В 1872 году переведён в лейб-гвардию с производством в прапорщики гвардии и назначением в Измайловский лейб-гвардии полк. В 1874 году произведён в подпоручики гвардии, в 1877 году в поручики гвардии.
С 1878 года после окончания Николаевской академии Генерального штаба по II разряду был произведён в штабс-капитаны и через два месяца в капитаны по Генеральному штабу. С 1878 по 1882 год состоял старшим адъютантом при штабах 4-го армейского корпуса и 24-й пехотной дивизии. В 1882 году был произведён в подполковники с назначением в штаб Киевского военного округа, сначала в качестве штаб-офицера для поручений при этом штабе, а с 1884 по 1889 год — для особых поручений при командующем войсками этого округа генерала А. Р. Дрентельна. С 1885 по 1887 год отбывал 
цензовое командование батальоном сначала в 130-м Херсонском, а затем в 132-м Бендерском пехотных полках. В 1886 году за отличие по службе был произведён в полковники.  
В 1889 году был назначен состоять в качестве штаб-офицера Генерального штаба при Главном штабе Русской императорской армии. В 1891 году был назначен начальником штаба 37-й пехотной дивизии. В 1893 году в чине полковника был назначен генералом для особых поручений при военном министре П. С. Ванновском.   В 1896 году за отличие по службе произведён в генерал-майоры. В 1898 году был назначен начальником отдела Главного управления казачьих войск. С 1902 по 1903 год состоял при штабе войск Гвардии и Петербургского военного округа. В 1903 году был назначен командиром 2-й бригады 22-й пехотной дивизии и в 1904 году за отличие по службе был произведён в генерал-лейтенанты. 19 апреля 1904 года был назначен начальником 24-й пехотной дивизии а 21 июня 1906 года — начальником 2-й гвардейской пехотной дивизии. В 1907 году был назначен командиром 8-го армейского корпуса и в 1910 году за отличие по службе был произведён в генералы от инфантерии. С 1914 по 1915 год состоял в распоряжении командующего войсками Одесского военного округа. С 1 января 1915 по 12 ноября 1917 год — член Военного совета Российской империи.
С 1917 года был участником белого движения в составе ВСЮР. В 1920 году при наступлении войск РККА был эвакуирован из Новороссийска в греческие Салоники, а затем на пароходе «Габсбург» эмигрировал в Югославию. Скончался 20 марта 1922 года в Банате.

## Награды
Был награждён всеми орденами Российской империи вплоть до ордена Святого Александра Невского пожалованного ему 22 марта 1915 года

## Семья
Жена — Мария Александровна (рожд. фон Дрентельн; 1864—1961). Дочь — Наталья Ивановна (1891—1953), замужем за А. М. Драгомировым и П. С. Воейковым. Сын Андрей, Георгиевский кавалер